# ヴィル＝シュル＝テール
ヴィル＝シュル＝テール（仏: Ville-sur-Terre）は、フランスのシャンパーニュ＝アルデンヌ地域圏、オーブ県に属するコミューン。

## 歴史
1999年12月25日から29日にかけての洪水で、土石流や地すべりが起こった。

## 地理
県都トロアから東に50kmほどいった、県東部の田園地帯に位置する。幹線道路のD18の曲がり角を中心にして、道沿いに褐色をした家屋が立ち並ぶ。ラ・ライヌ川が流れる。北東でティルと、南でフレネイと、西でフュリニーと、北西でスレーヌ＝デュイとそれぞれ接する。最寄り駅はバール＝シュル＝オーブ駅（11kmほど）、最寄の空港はヴァトリー空港（65kmほど）。

## 行政
- 首長 - パスカル・ドゥマトン（Pascal Dematons、2008年11月から）
- 前首長 - ジャン・ドゥニゼ（Jean Denizet、2001年3月から2008年10月まで）

議会の定数は首長も含め11人。

## 人口の推移
| 1962年 | 1968年 | 1975年 | 1982年 | 1990年 | 1999年 | 2006年 | 2007年 |
| ------ | ------ | ------ | ------ | ------ | ------ | ------ | ------ |
| 202    | 204    | 174    | 165    | 138    | 142    | 137    | 137    |

sources

## 観光スポット
- ル・パラディ博物館